# Вышегородская волость (Псковская губерния)
Вышегородская волость — административно-территориальная единица в составе Порховского уезда Псковской губернии, в том числе в РСФСР в 1924 — 1927 годах. Центром было село Нижние Дубровки (Дубровка).
В рамках укрупнения дореволюционных волостей губернии, новая Вышегородская волость была образована в соответствии с декретом ВЦИК от 10 апреля 1924 года из упразднённых (дореволюционной) Вышегородской, Пожеревицкой, Тишинской волостей и разделена на сельсоветы: Бахновский, Вышегородский, Жедрицкий, Пожеревицкий, Тишинский, Шаровский. В январе 1927 года упразднены Тишинский и Шаровский сельсоветы и образованы Большехрапский, Волышовский, Дубровский; в июле 1927 года образован Городновский сельсовет.
В рамках ликвидации прежней системы административно-территориального деления РСФСР (волостей, уездов и губерний), Вышегородская волость была упразднена в соответствии с Постановлением Президиума ВЦИК от 1 августа 1927 года, а Волышовский сельсовет включен в состав Порховского района Псковского округа Ленинградской области, остальные сельсоветы — в состав Дедовичского района Псковского округа Ленинградской области.

## Известные жители
В селе Филиппово Вышегородской волости родился Александр Сергеевич Черемнов (1881-1919) — русский поэт.